# Krispl
Krispl é um município da Áustria, situado no distrito de Hallein, no estado de Salzburgo. Tem 29,73 km² de área e sua população em 2019 foi estimada em 884 habitantes.